# Planaise
Planaise ist eine französische Gemeinde mit 558 Einwohnern (Stand: 1. Januar 2022) im Département Savoie in der Region Auvergne-Rhône-Alpes (vor 2016 Rhône-Alpes). Sie liegt im Arrondissement Chambéry und dem Kanton Montmélian. 

## Lage
Planaise liegt etwa 20 Kilometer südöstlich von Chambéry. Im Norden und Nordwesten wird die Gemeinde von der Isère begrenzt. Umgeben wird Planaise von den Nachbargemeinden Cruet im Norden, Coise-Saint-Jean-Pied-Gauthier im Osten und Nordosten, Sainte-Hélène-du-Lac im Süden und Südwesten sowie Arbin im Westen und Nordwesten.
Durch die Gemeinde führt die Autoroute A43.

## Bevölkerungsentwicklung
| Jahr                       | 1962 | 1968 | 1975 | 1982 | 1990 | 1999 | 2006 | 2018 |
| -------------------------- | ---- | ---- | ---- | ---- | ---- | ---- | ---- | ---- |
| Einwohner                  | 285  | 248  | 225  | 245  | 326  | 356  | 405  | 552  |
| Quellen: Cassini und INSEE |      |      |      |      |      |      |      |      |